# Bistrinci
Bistrinci (mađarski: Beszter) su naselje u Hrvatskoj, regiji Slavoniji u Osječko-baranjskoj županiji i nalaze se u sastavu grada Belišća. Najveće su prigradsko naselje grada Belišća uz koji je odmah vezan i grad Valpovo. Poveznica je asfaltna cesta duga 5 km koja prolazi čitavim naseljem i siječe sve ulice naselja.

## Povijest
Postoji predanje, da su Bistrinci nekada bili locirani preko Drave na mjestu zvanom Dnina koje navodi iz 1481.g. poznati slavonski povjesničar dr. Josip Bosendorfer. Međutim, mađarski povjesničar Giorffy Gyorgy kaže u svojoj Historijskoj geografiji iz doba Arpadovića na str. 284. u prijevodu s mađarskog jezika da je ...ondašnji posjednik Ištvan Ormandi zamijenio 1328. g. svoj posjed sa sinom Ištvana Bekea. Posjed se nalazio južno od Beremenda na dravskoj obali. I danas se ono nalazi južno na obali rijeke Drave. Prema Lipskom naziv naselja je Bistrincze ili Bistrinci, prema karti Baranjske županije iz 1838. g. spominju se Bistrinci i Bistrinski Lug, a prema karti iz 1924. g. vidi se da se nalaze na sjevernoj strani. 
Zbog nedostatka povijesnih dokumenata može se pretpostaviti da je došlo do preseljavanja stanovništva na današnju lokaciju vjerojatno zbog poplava i traženja povoljnijeg položaja za nesmetani gospodarski razvoj. Po nekim prezimenima dr. Josip Hamm zaključuje, da je stanovništvo bilo naseljeno iz južnih strana.
Nedostaju zapisi i život za vrijeme vladavine turaka.

### Bivša naselja
Orešanci na lijevoj obali Drave od 1470. g. i Zagajci od 1428. g. kao feudalni posjed sjeverozapadno od Valpova s vinogradom i pastuharnom. Iza revindikacije (prisvajanja) u Zagajcima su se naselili pravoslavci iz Bosne u 7 kuća. Kasnije je naselje opustjelo. Od Orešanaca danas se spominje bara pod istim imenom preko Drave. 

### Bistrinci u Drugom svjetskom ratu
Kod Bistrinaca se od 10. do 12. prosinca 1944. godine odigrao
dvodnevni Pakao na Dravi, ratna drama teških i krvavih obračuna jedne od većih bitaka mostobrana Belišće - Bistrinci, s gorkim uspomenama preživjelih protagonista, ovjekovječena u istoimenoj knjizi Marinka Petrova 1979.g., a povijesno značajnoj kao dokaz događaja iz Drugog svjetskog rata. U okviru završnih operacija za oslobođenje zemlje izvršeno je i forsiranje Drave na širokom frontu, travnja mjeseca 1945.

## Zemljopis
Podravsko naselje Bistrinci smjestilo se na sjevernom perifernom dijelu Valpovštine između Gata na zapadu, Belišća na jugu, Narda na istoku, a na sjeveru je korito rijeke Drave.

### Biogeografska slika Bistrinaca
Bistrinci kao biogeografska regija, prema Zdravku Pavloviću dipl. ing. biologije je mozaično pretežito šumostepsko područje panonskog tipa, šumopuszta, koju karakteriziraju ostaci šume hrasta lužnjaka i graba s cerom (Carpino betuli-Qercetum roboris quercetosum cerris) ukomponirani u pusztu - ostatke prirodnih travnjaka s kršinom (Chrisopogonetum danubiale) uz izmjenjivanje brežuljaka (pješčanih dina), dolina i kulturnih formacija, gdje uz vodotoke i u depresijama dolaze vrbici i topolici (Salici-Populetum) tvoreći vodoplavne galerijske šume.
Tipovi tla,
su eutrična, smeđa tipična i lesivirana tla na pjeskovitim dinama ili sipinama sjeverozapadno od Bistrinaca.
Poznate bare u Bistrincima, Stara Drava, Dravica, Jugovača a preko Drave Gakovac.  

## Gospodarstvo
Zbog smještaja na desnoj obali Drave vodni prometni položaj Bistrinaca dolazi do izražaja ovisno o vodostaju rijeke. To se odnosi na prijevoz pijeska, šljunka, šumskog drveta i kamena.  Nekada su za stanovništvo bile značajne vodenice na Dravi kao dodatni izvor prihoda, jer poljoprivreda nije bila u stanju podmiriti njihove potrebe. Isto tako bilo je sporedno zanimanje stanovništva, osim meljave žitarica u vodenicama, zaposlenje na velikoj pilani i na utovaru šlepova građevinskim i drugim materijalom. Bistrinci su pripadali zajedno s ostalim selima valpovačkom feudalnom posjedu. Katastarska općina ovog naselja imala je 1987.g. ukupnu površinu od 867 ha. Od toga bilo je 354 ha oranica i vrtova, 9 ha voćnjaka, 1 ha vinograda, 1 ha livada, 18 ha pašnjaka, 13 ha trstike i bara, 291 ha šumskog zemljišta i 180 ha neplodnog tla. Mjesna zajednica imala je 1981.g. ukupnu površinu 203 ha. Konja je bilo 14, goveda 67, ovaca 25, svinja 567, peradi 2710 i košnica pčela.
Poljoprivrednici dolaze do svojih njiva poljskim putovima tzv. lenijama. Njihovi nazivi zadržali su se sve do danas i kao takvi ostali su u upotrebi. To su: Pod Jugovačom, Vodenjak, Tursko groblje, Veliki at, Široka lenija, Taborište, Čere, Tukovi, Selište, Ovčare i Na brezi, a šume su: Orešanci i Bistrinski lug.
Danas mještani Bistrinaca se bave poljoprivredom manjim dijelom. Većinom su to mješovita kućanstva djelomično zaposlena u obližnjem gradu Belišću uz obradivanje zemlje i uzgajanje svinja i peradi što je i tipična za slavonsko baranjsko područje kao dodatna zarada kućanstava.  Bistrinčani imaju tradicionalno slavonsko-baranjsku kuhinju. Okućnice imaju mali vrt za uzgoj povrća i voćnjak. Zanimljivost; mještani koriste kao transportno sredstvo prijevoza bicikl pa odtuda poslovica Malo mjesto s najviše biciklista.

## Stanovništvo
Poslije Požarevačkog mira 1718.g. prvi naseljenici su bili starosjedioci iz okoline, zatim jedna do dvije porodice iz Đakova, a bilo je doseljavanja Hrvata u Podravinu iz južne Mađarske od Baboča (Bobovec?), Pečuha, Barče i Mohača. 
Oko 20 porodica doselilo se krajem 19. stoljeća iz Like. Poslije 2.svjetskog rata dolaze novi kolonisti iz Like, Zagore i Zagorja, a jedna ulica je po Ličanima dugo nosila naziv “lička” sada Matije Gupca.  
- 1848. g.,Bistrinci poslije oslobođenja od kmetstva imali su 82 kuće i 559 stanovnika, većinom Hrvata. Od toga je bilo 515 katolika i 44 grko-neunijata (pravoslavnih). Po zanimanju bilo je 7 zanatlija i 228 poljoprivrednika.
- 1857.godine prema popisu stanovnika općine Valpovo naselje je imalo 657 žitelja.
- 1880. g. broj se smanjio na 559, da bi u narednom razdoblju porastao sve do
- 1910. g. na 1.088. Iza toga slijedi
- 1921. g. pad na broj 918 i ponovo porast sve do
- 1981. g. na 1608 stanovnika od toga na radu u inozemstvu bilo je žitelja iz 32 domaćinstva.
- 1991. g. Prema popisu Bistrinci imaju 1.701 stanovnika Hrvati 1452, Crnogorci 1, Makedonci 1, Muslimani 5, Srbi 22, Česi 1, Mađari 5, Nijemci 2, Romi 41, Rumunji 68, Slovaci 1, Vlasi 1, ostali 4, neopredijeljeni 32, Jugoslaveni 36, regionalna pripadnost 1, nepoznato 28). Prema tome nacionalno se izjasnilo 1604, a nije se izjasnilo 97 stanovnika. Broj domaćinstava je 600, a broj kuća (stanova) 620.
- 2001. g. Prema popisu stanovništva bilo je 1.678 stanovnika.

| broj stanovnika | 657   | 591   | 559   | 791   | 1007  | 1088  | 918   | 998   | 1001  | 1084  | 1457  | 1568  | 1608  | 1701  | 1678  | 1598  | 1301  |
|                 | 1857. | 1869. | 1880. | 1890. | 1900. | 1910. | 1921. | 1931. | 1948. | 1953. | 1961. | 1971. | 1981. | 1991. | 2001. | 2011. | 2021. |

### Najstarija prezimena
1737.g. ondašnjih stanovnika su: Ivan Antolov, Ivan i Luka Anošić, Blaž Anošić, Marko Bartolov, Ivan Bernjakov, Luka Ciganović i dr. (podatci uzeti iz Povijesnog arhiva, Osijek).

## Poznate osobe
Isusovac pater Josip Antolović, rođen u Bistrincima 1926. g., među najpoznatijim je biografima u svijetu. Američki biografski institut proglasio ga je 1996. godine za svjetskog čovjeka godine i to za cjelokupni njegov rad, a posebno za više svezaka knjiga životopisa svetaca S duhovnim velikanima.
Matija Ljubek, kanuist osvajac više olimpijskih medalja.

## Znamenitosti
Poklonac Sv. Ane 1797. g.  je, smješten u blizini mjesta na obali Drave, okružen starim stablima lipe i vrbe. Na ovo mjesto narod masovno hodočasti iz obližnjih sela na spomendan Sv. Ane 26. srpnja.  Poklonac je izrađen u obliku stupca s pravokutnim otvorom kojeg zatvara rešetka od kovanog željeza iz vremena bidermajera. Nestručno je obnovljen 1934. g. Ovaj poklonac ili kip Sv. Ane skroman je rad domaćih majstora i rijetki je očuvani primjer ovakve vrste poklonaca iz 18. stoljeća u ovim krajevima. U svetištu je 1997. g. izgrađena kapela i spomen križ za poginule u svim ratovima u Hrvatskoj. 
Crkva Sv. Stjepana sagrađena je 1813. i pripada katoličkoj župi Sv. Josipa Radnika u Belišću i valpovačkom dekanatu Đakovačko-osječke nadbiskupije. Crkveni god, kirvaj, svečanosti gdje se sakupi mnoštvo ljudi iz lokalnih mjesta i gradova na zabavu i susret s rodbinom, prijateljima i poznanicima. Tradicija koja se zadržala do današnjih dana. Svečanosti se slavi svake godine 20. kolovoza na Stjepanovo, vjerojatno, po mađarskom kralju Sv.Stjepanu Ugarskom kojemu je crkva posvećena. Ova činjenica asocira na doseljavanje Hrvata iz južne Mađarske u Podravinu nakon oslobođenja od Turaka. To je, vjerojatno, bila jedna od starijih struja doseljenika koja je do danas zadržala uspomenu na mađarskog kralja Sv. Stjepana (997. – 1038.)., sina Gejzinog, kada su Mađari primili kršćanstvo, a čitava Podravina je bila u sastavu Pečuške biskupije. 

### Obrazovanje
Bistrinačka djeca idu u Osnovnu školu "Ivan Kukuljević" u Belišću. Srednja škola postoji u Valpovu.   

## Šport
NK Podravac Bistrinci natječu se u sklopu 2. ŽNL NS Valpovo – D. Miholjac. Klub je osnovan 1934. i okuplja mlade, a ima svoj vlastiti nogometni stadion i prostorije kluba.
Bistrinci se nalaze na samoj obali rijeke Drave koje mještani uveliko koriste u rekreativne svrhe, pa tako u Bistrincima ima mnogo ribolovaca, (pecaroša) i aktivna je Udruga športskih ribolovaca "Podravac". U lov ribe se ide na šarana, soma, smuđa i štuku što su i najpoznatije ribe Drave.
U ljetnim mjesecima aktualno je kupanje na Bistrinačkoj plaži koja je nažalost odnijela mnogo života zbog svojih brzih virova i iskopina pijeska pa je zbog toga izgrađeno kupalište u Belišću 1980-ih godina, "Bazen Belišće" da bi se smanjio broj žrtava Drave utapanjem.  

## Ostalo
Dobrovoljno vatrogasno društvo Bistrinci, osnovano 1904.

## Vanjske poveznice
- Službena stranica grada